# 709
709 је била проста година.

## Догађаји
- Јун – Цар Јустинијан II шаље казнену експедицију у Италију под патриком Теодором, да интервенише у спору између папе Константина I и архиепископа Феликса од Равене, који тврди да је независан од папине власти. Теодор заузима Равену и хапси Феликса и друге италијанске вође. Он их депортује у Цариград, одакле су прогнани у Херсон (Крим).
- Цеолред постаје краљ Мерсије, након што је његов рођак Коенред абдицирао са престола. Династичка ривалства доводе до протеривања његовог другог рођака, принца Етхелбалда, који бежи у Кровланд Фенс под контролом Источне Англије.
- Византијско-арапски ратови: Омајадска војска под Масламом ибн Абд ал-Маликом напада Исаурију (модерна Турска). Постављен је за војног гувернера Јерменије и Азербејџана, наследивши свог стрица Мухамеда ибн Марвана.
- После две године неуспешних напора, Кутајба ибн Муслим заузима Бухару (Узбекистан) и припаја га Омајадском калифату. Хефталитски принчеви Тохаристана побунили су се против Арапа, али их Кутајба брзо покорио.
- Олуја раздваја Каналска острва Жету и Херм.